# Campeonato Mundial de Esgrima de 2014
El LXXVI Campeonato Mundial de Esgrima se celebró en Kazán (Rusia) entre el 15 y el 23 de julio de 2014 bajo la organización de la Federación Internacional de Esgrima (FIE) y la Federación Rusa de Esgrima.
Las competiciones se realizaron en el pabellón de la Academia de Tenis de la ciudad rusa.

## Calendario
| ● | Clasificación |  | Finales |

| Julio de 2014       | Julio de 2014       | Mar 15 | Mié 16 | Jue 17 | Vie 18 | Sáb 19 | Dom 20 | Lun 21 | Mar 22 | Mié 23 | Total |
| ------------------- | ------------------- | ------ | ------ | ------ | ------ | ------ | ------ | ------ | ------ | ------ | ----- |
| Florete individual  | Florete individual  |        | ●      |        |        | 2      |        |        |        |        | 2     |
| Espada individual   | Espada individual   |        |        | ●      |        |        | 2      |        |        |        | 2     |
| Sable individual    | Sable individual    | ●      |        |        | 2      |        |        |        |        |        | 2     |
| Florete por equipos | Florete por equipos |        |        |        |        |        |        | ●      | 2      |        | 2     |
| Espada por equipos  | Espada por equipos  |        |        |        |        |        |        |        | ●      | 2      | 2     |
| Sable por equipos   | Sable por equipos   |        |        |        |        |        | ●      | 2      |        |        | 2     |
| Finales por día     | Finales por día     | 0      | 0      | 0      | 2      | 2      | 2      | 2      | 2      | 2      | 12    |

## Medallistas

### Masculino
| Evento                      | Oro                                                                       | Plata                                                                      | Bronce                                                                        |
| --------------------------- | ------------------------------------------------------------------------- | -------------------------------------------------------------------------- | ----------------------------------------------------------------------------- |
| Florete individual (19.07)  | Alexei Cheremisinov · Rusia                                               | Ma Jianfei China                                                           | Enzo Lefort · Francia · Timur Safin · Rusia                                   |
| Florete por equipos (22.07) | Erwann Le Péchoux Enzo Lefort Julien Mertine Vincent Simon Francia        | Chen Haiwei Lei Sheng Ma Jianfei Shi Jialuo China                          | Valerio Aspromonte · Giorgio Avola · Andrea Baldini · Andrea Cassarà · Italia |
| Espada individual (20.07)   | Ulrich Robeiri Francia                                                    | Park Kyoung-Doo Corea del Sur                                              | Enrico Garozzo · Italia · Gauthier Grumier · Francia                          |
| Espada por equipos (23.07)  | Gauthier Grumier Daniel Jérent Jean-Michel Lucenay Ulrich Robeiri Francia | Jung Jin-Sun Kweon Young-Jun Park Kyoung-Doo Park Sang-Young Corea del Sur | Max Heinzer · Fabian Kauter · Peer Borsky · Benjamin Steffen · Suiza          |
| Sable individual (18.07)    | Nikolai Kovaliov · Rusia                                                  | Gu Bon-Gil Corea del Sur                                                   | Tiberiu Dolniceanu · Rumania · Alexei Yakimenko · Rusia                       |
| Sable por equipos (21.07)   | Max Hartung · Nicolas Limbach · Matyas Szabo · Benedikt Wagner · Alemania | Gu Bon-Gil Kim Jung-Hwan Oh Eun-Seok Won Woo-Young Corea del Sur           | Tamás Decsi · Csanád Gémesi · András Szatmári · Áron Szilágyi · Hungría       |

### Femenino
| Evento                      | Oro                                                                                 | Plata                                                                                | Bronce                                                                                    |
| --------------------------- | ----------------------------------------------------------------------------------- | ------------------------------------------------------------------------------------ | ----------------------------------------------------------------------------------------- |
| Florete individual (19.07)  | Arianna Errigo · Italia                                                             | Martina Batini · Italia                                                              | Valentina Vezzali · Italia · Inès Boubakri · Túnez                                        |
| Florete por equipos (22.07) | Martina Batini · Elisa Di Francisca · Arianna Errigo · Valentina Vezzali · Italia   | Yuliya Biriukova · Inna Deriglazova · Larisa Korobeinikova · Diana Yakovleva · Rusia | Gaëlle Gebet Astrid Guyart Corinne Maîtrejean Ysaora Thibus Francia                       |
| Espada individual (20.07)   | Rossella Fiamingo · Italia                                                          | Britta Heidemann · Alemania                                                          | Erika Kirpu · Estonia · Yana Shemiakina · Ucrania                                         |
| Espada por equipos (23.07)  | Tatiana Gudkova · Violetta Kolobova · Liubov Shutova · Yana Zvereva · Rusia         | Julia Beljajeva Irina Embrich Erika Kirpu Kristina Kuusk Estonia                     | Bianca Del Carretto · Rossella Fiamingo · Mara Navarria · Francesca Quondamcarlo · Italia |
| Sable individual (18.07)    | Olha Jarlan · Ucrania                                                               | Mariel Zagunis Estados Unidos                                                        | Yekaterina Diachenko · Rusia · Yana Yegorian · Rusia                                      |
| Sable por equipos (21.07)   | Ibtihaj Muhammad Anne-Elizabeth Stone Dagmara Wozniak Mariel Zagunis Estados Unidos | Cécilia Berder Saoussen Boudiaf Manon Brunet Charlotte Lembach Francia               | Olha Jarlan · Alina Komashchuk · Olena Voronina · Olha Zhovnir · Ucrania                  |

## Medallero
| Núm. | País           | Oro | Plata | Bronce | Total |
| ---- | -------------- | --- | ----- | ------ | ----- |
| 1    | Italia         | 3   | 1     | 4      | 8     |
| 1    | Rusia          | 3   | 1     | 4      | 8     |
| 3    | Francia        | 3   | 1     | 3      | 7     |
| 4    | Alemania       | 1   | 1     | 0      | 2     |
| 4    | Estados Unidos | 1   | 1     | 0      | 2     |
| 6    | Ucrania        | 1   | 0     | 2      | 3     |
| 7    | Corea del Sur  | 0   | 4     | 0      | 4     |
| 8    | China          | 0   | 2     | 0      | 2     |
| 9    | Estonia        | 0   | 1     | 1      | 2     |
| 10   | Hungría        | 0   | 0     | 1      | 1     |
| 10   | Rumania        | 0   | 0     | 1      | 1     |
| 10   | Suiza          | 0   | 0     | 1      | 1     |
| 10   | Túnez          | 0   | 0     | 1      | 1     |
|      | TOTAL          | 12  | 12    | 18     | 42    |